# دریاچه کاز
دریاچه کاز (ترکی استانبولی: Kaz Gölü) یک دریاچه در استان موش کشور ترکیه است.